# Carsac-Aillac
Die Gemeinde Carsac-Aillac liegt am rechten Ufer der Dordogne im Département Dordogne des französischen Périgord. Die Gemeinde mit 1.549 Einwohnern (Stand 1. Januar 2022) besteht als Fusion von Carsac-de-Carlux mit Aillac seit 1961. An der südlichen Gemeindegrenze verläuft die Dordogne, in die hier das Flüsschen Enéa einmündet.

## Bevölkerungsentwicklung
| Jahr                       | 1962 | 1968 | 1975 | 1982 | 1990 | 1999 | 2009 | 2018 |
| Einwohner                  | 795  | 770  | 782  | 950  | 1219 | 1217 | 1479 | 1554 |
| Quellen: Cassini und INSEE |      |      |      |      |      |      |      |      |

## Sehenswürdigkeiten
Die Kirche Saint-Caprais in Carsac ist ein Beispiel für die rustikale, ländliche Bauweise in der Region. Das mittelalterliche, steingedeckte Bauwerk steht frei innerhalb einer ausgedehnten Esplanade in der Ortsmitte. Die Kirche ist romanischen Ursprungs, das Mittelschiff und die Seitenschiffe haben jedoch gotische Spitzbogengewölbe, die im 16. Jahrhundert eingezogen wurden. An den Chor schließt sich eine von einer Halbkuppel überdeckte romanische Apsis an, die mit Kapitellen im archaisch-orientalischen Stil verziert ist.
Weitere Sehenswürdigkeiten in Carsac sind:
- Backhaus
- Waschhaus

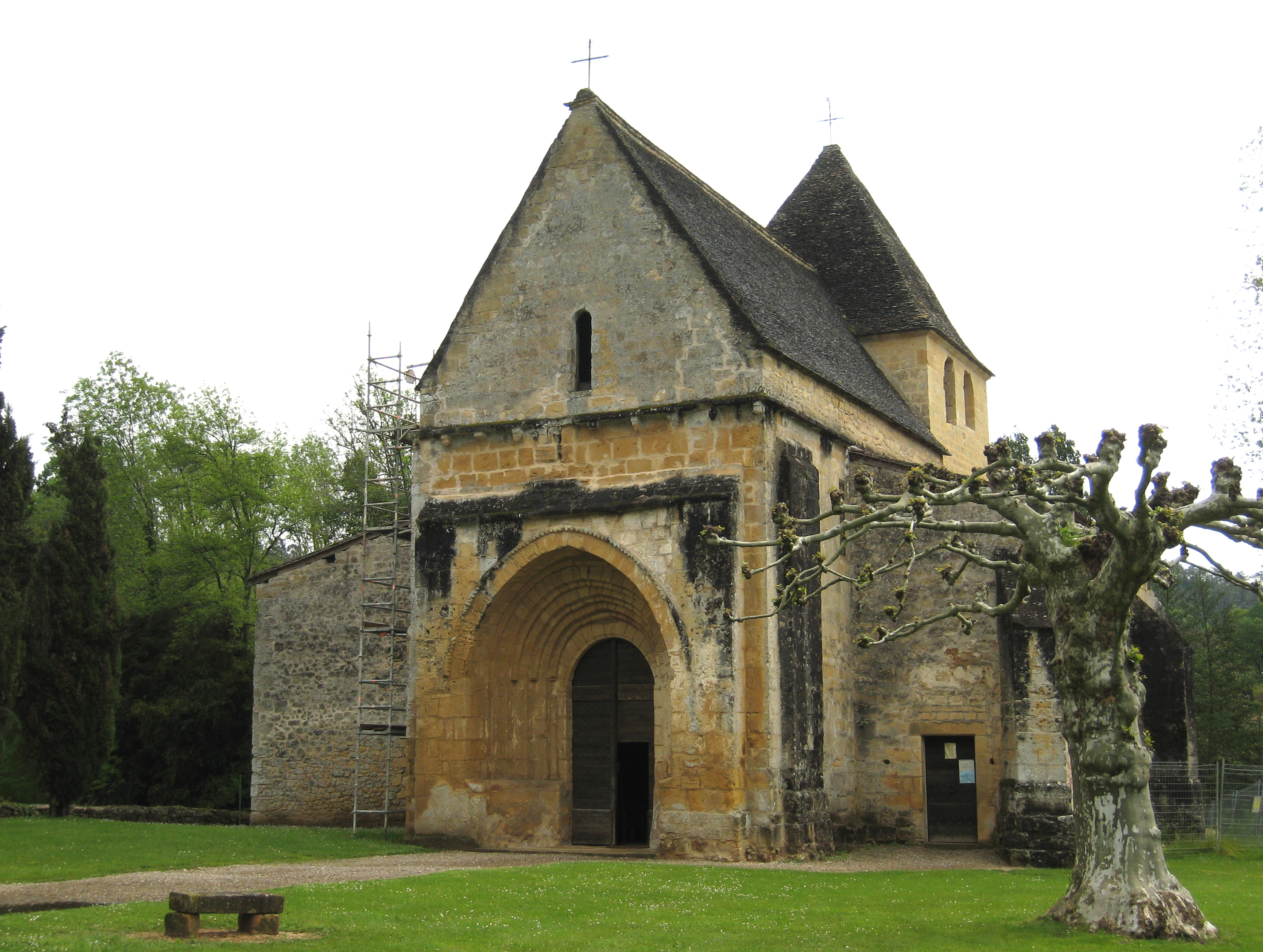
Kirche Saint-Caprais
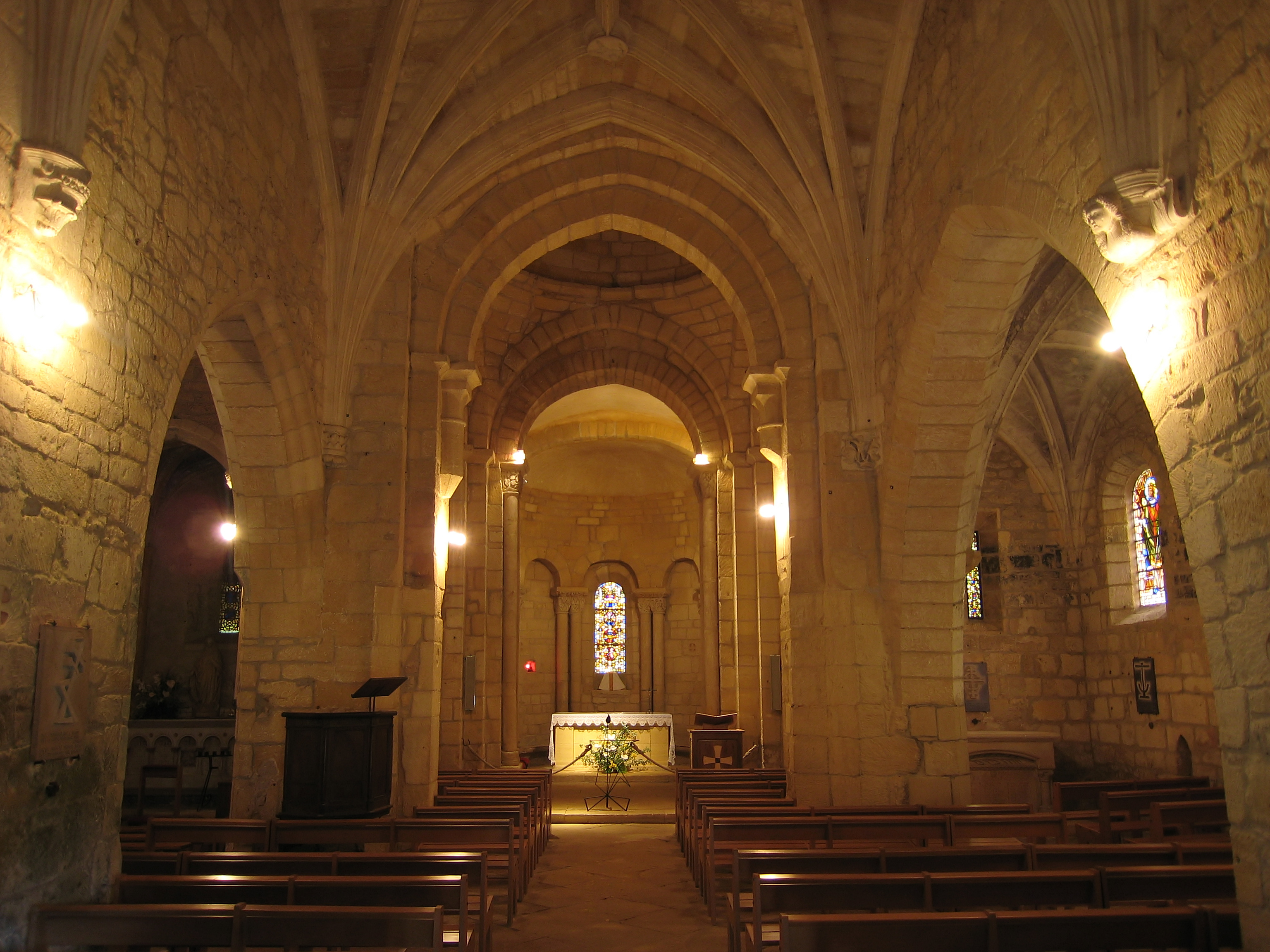
Kirche Saint-Caprais – Innenraum
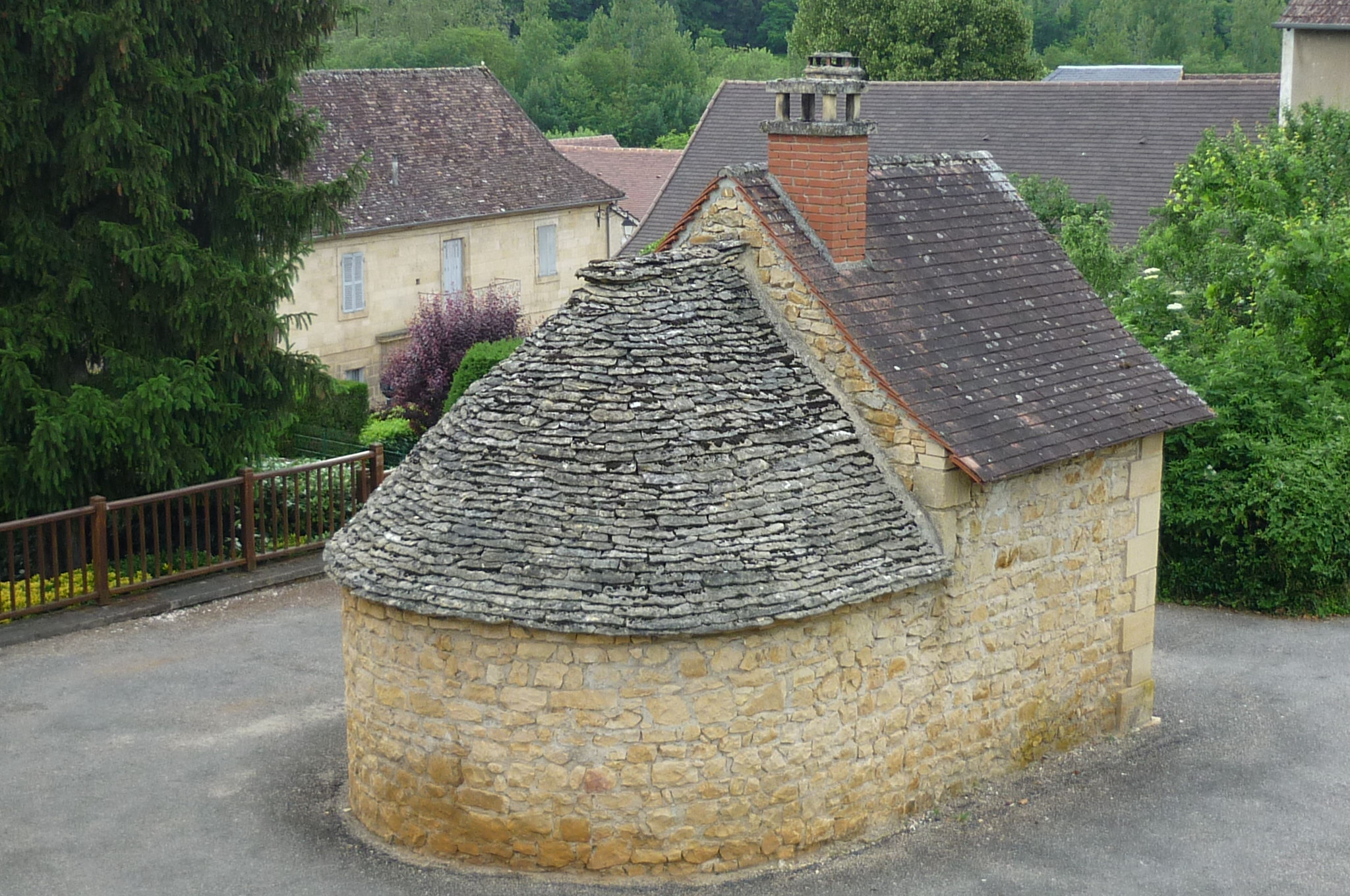
Altes Backhaus in Carsac
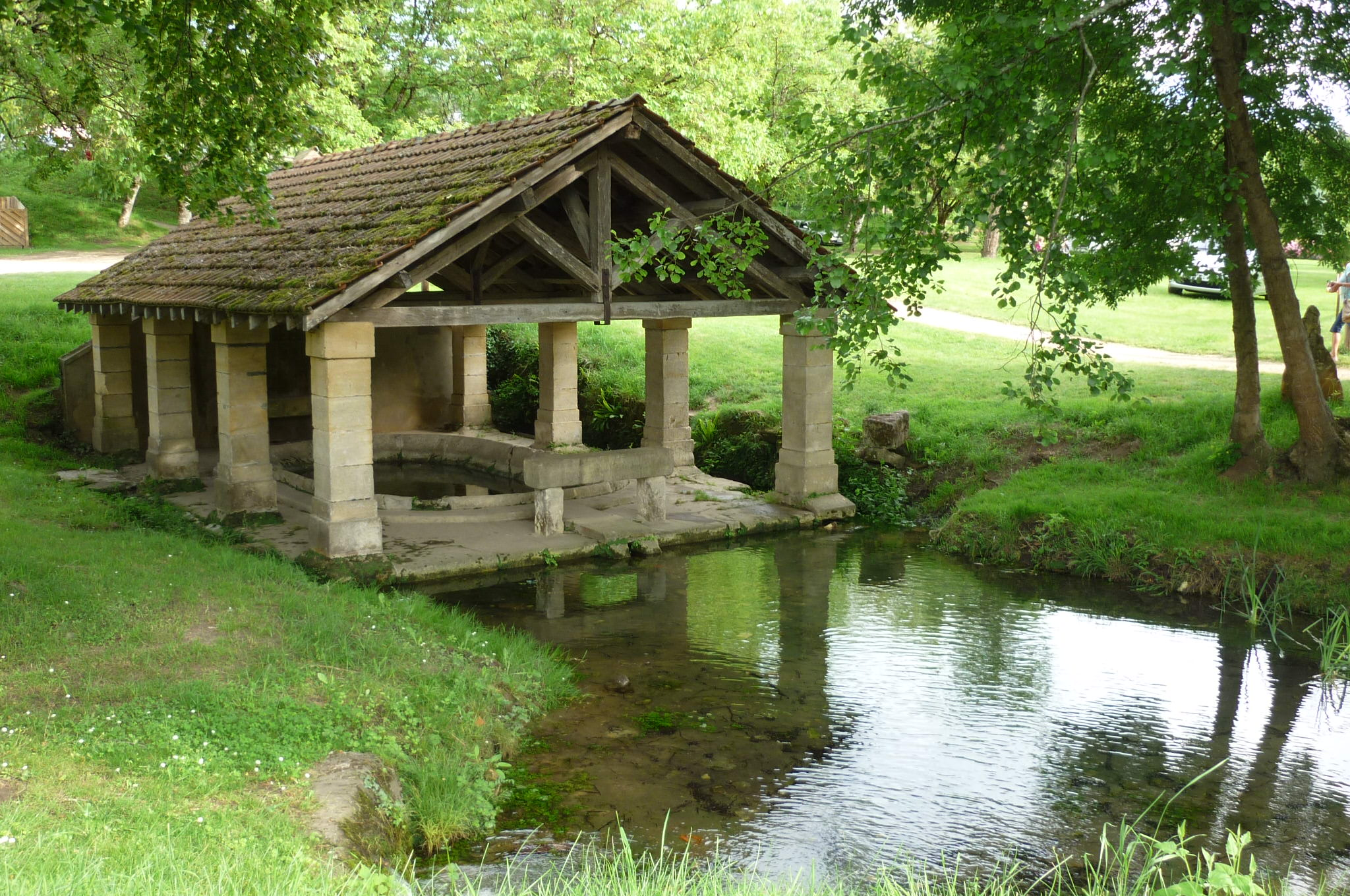
Altes Waschhaus in Carsac

## Massaker vom 8. Juni 1944
Eine Vorausabteilung der 2. SS-Panzer-Division Das Reich fuhr am 8. Juni 1944, nachdem sie die Brücke über die Dordogne passiert hatte, in das Dorf Aillac.
Dabei entstand ein Gefecht mit geringen Kräften der Forces françaises de l’intérieur (FFI). Unter dem Feuer der SS-Männer starben 13 Zivilisten, darunter ein geflüchteter jüdischer Arzt und ein achtzigjähriger Mann.
Zwei Tage später verübte eine der Divisionseinheiten das Massaker von Oradour.